# Albert Behr
Albert Behr (ur. 3 listopada 1860 w Mitawie, zm. 18 maja 1919 w Smilten) – niemiecki lekarz psychiatra, pierwszy dyrektor zakładu psychiatrycznego w Stackeln w Liwonii (od 1907). Uczeń Emila Kraepelina.

## Życiorys
Był synem kurlandzkiego lekarza Hugona Behra i Laury z domu Friedlieb. Uczęszczał do gimnazjum w rodzinnej Mitawie, Birkenruhe (dziś Berzaine) i w Tallinnie, następnie wstąpił na wydział medyczny Uniwersytetu w Dorpacie. W 1891 roku został doktorem medycyny. W latach 1891–1892 był asystentem w zakładzie psychiatrycznym Rothenberg koło Rygi. Od 1907 dyrektor zakładu w Stackeln.
Ożenił się z pochodzącą z Rygi Berthą Fraenkel.
Zmarł 18 maja 1919 roku w bolszewickim więzieniu w Smilten.

## Prace
- Die Frage der "Katatonie" oder des Irreseins mit Spannung: Inaugural-Dissertation zur Erlangung des Grades eines Doctors der Medicin verfasst u. mit Bewilligung Einer Hochverord. Med. Fac. d. Kais. Universität zu Dorpat zur öff. Vertheidigung bestimmt. W. F. Häcker, Riga 1891
- Ueber die schriftstellerische Thätigkeit im Verlaufe der Paranoia. Samml. klin. Vortr., n. F., Leipz. (1895)
- Bemerkungen über die Behandlung unruhiger Geisteskranker ausserhalb der Irrenanstalt. St. Petersburger medicinische Wochenschrift (1896)
- Ein Fall von Hysterie im Anschlusse an Leuchtgaseinathmung. Wiener medizinische Wochenschrift 46, ss. 1716; 1768; 1815 (1896)
- Zur Aetiologie der Puerperalpsychosen. Allgemeine Zeitschrift für Psychiatrie 61, ss. 802-814 (1899)
- Beitrag zur Casuistik der Paraldehyddelirien und Bemerkungen über die Trunksucht der Frauen besserer Stände. St. Petersb. med. Wchnschr. 19, ss. 127-131 (1902)
- Ueber den Glauben an die Besessenheit. Allgemeine Zeitschrift für Psychiatrie 63, ss. 5-40 (1906)
- Ueber den gegenwärtigen Stand der Schädellehre. St. Petersburger medicinische Wochenschrift 31, ss. 35-38 (1906)